# Batalha de Ráfia
31° 17′ 19″ N, 34° 15′ 07″ L

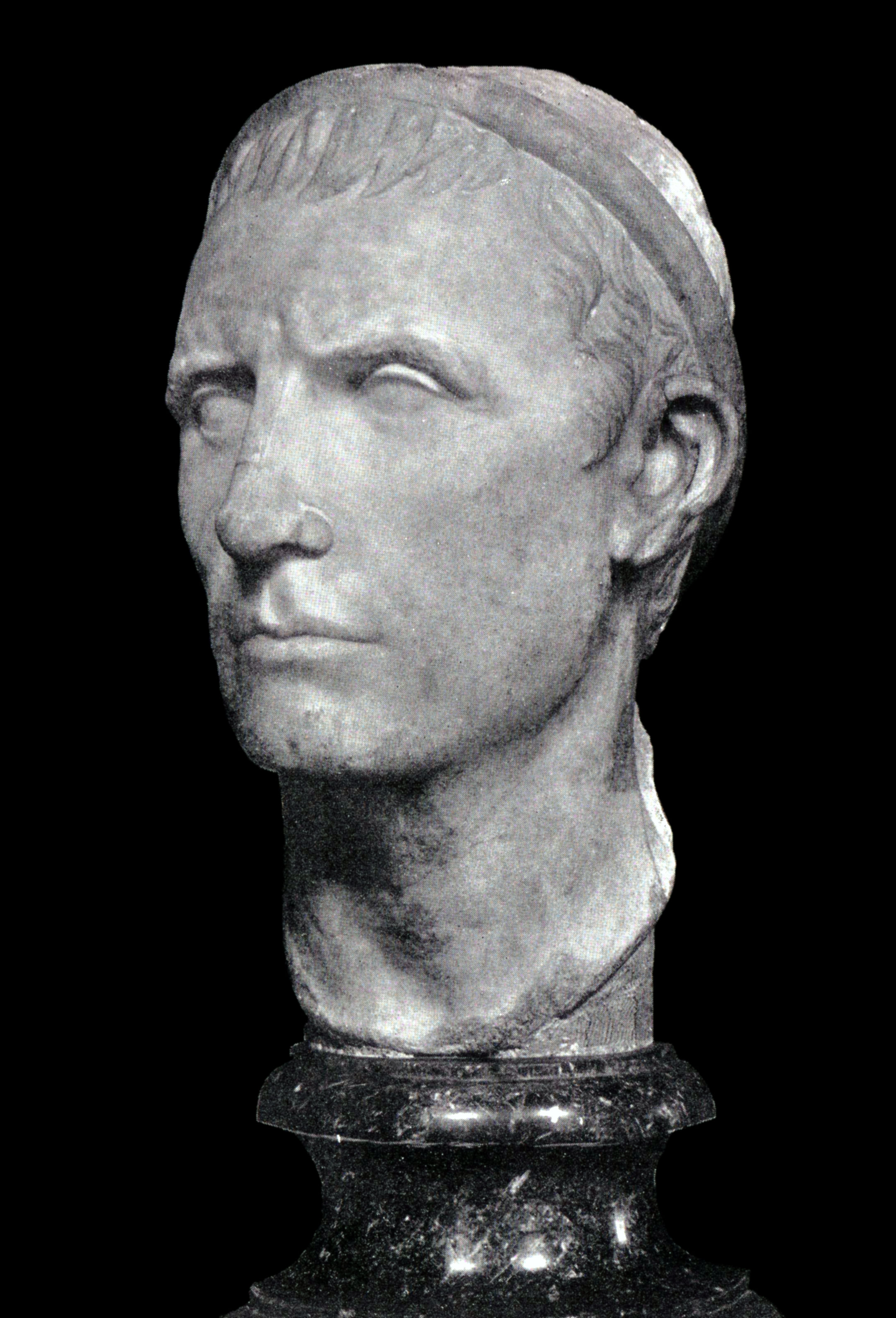
Busto de Antíoco III (Museu do Louvre)

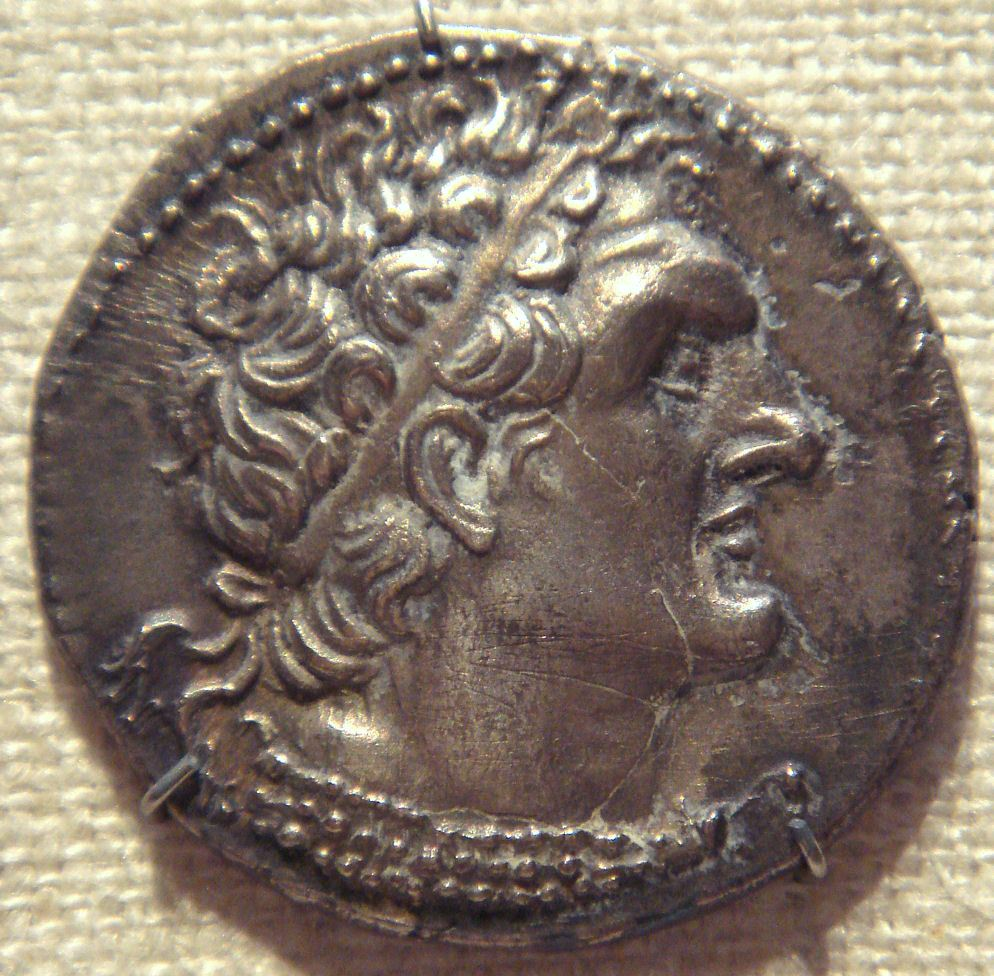
Ptolemeu VI Filópator

A batalha de Ráfia, também conhecida como a Batalha de Gaza, foi uma batalha travada em 22 de Junho 217 a.C. perto da moderna cidade de Rafá, na Faixa de Gaza, entre as forças do rei ptolemeu Ptolemeu IV Filópator e o imperador selêucida Antíoco III Magno durante as Guerras Sírias. Foi a batalha decisiva da Quarta Guerra Síria, envolvendo entre 120 000 e 150 000 homens, e uma das maiores travadas durante o período helenístico e dos reinos dos Diádocos, a qual determinou a soberania da Celessíria.

## Sinopse das Forças
De acordo com Políbio, Ptolomeu tinha 70 000 soldados de infantaria, 5 000 de cavalaria e 73 elefantes de guerra e Antíoco contava com 62 000 soldados de infantaria, 6 000 de cavalaria, e de 102 elefantes.